# L'Île du lézard vert
L'Île du lézard vert est un roman d'Eduardo Manet paru en 1992 et ayant obtenu le Prix Goncourt des lycéens cette même année.

## Éditions
- L'île du lézard vert, Paris, Flammarion, 1992, 403 p.  (ISBN 2-08-066593-6).
- L'île du lézard vert, Paris, France loisirs, 1993, 403 p.  (ISBN 2-7242-7385-0).
- L'île du lézard vert, Paris, Seuil (collection Points. Roman, n° 672), 1994, 403 p.  (ISBN 2-02-020504-1).